# Crust punk
Crust punk – odmiana muzyki punk, charakteryzująca się agresywną stylistyką, wzorowaną na twórczości angielskich zespołów grających w pierwszej połowie lat 80. XX wieku, głównie Discharge – pioniera tzw. D-beat. Crust punk funkcjonuje na pograniczu muzyki punkowej i metalowej.
Powstała jako fuzja odmian punka takich, jak anarcho-punk, D-beat z hardcore punk. Prekursorem crust punka był zespół Amebix, który jednak zbliżony był do heavy metalu. Termin crust pojawił się na przełomie lat osiemdziesiątych i dziewięćdziesiątych XX w.
Zespoły związane z tą odmianą muzyki grają bardzo szybko, używając blast beats. Gitary są nisko strojone, bas przeważnie przesterowany. W technice nagrywanie dominuje lo fi.
Muzycy i fani crust punk ubierają się podobnie jak ludzie ze sceny anarcho-punk. Dominuje kolor czarny, liczne naszywki, pas nabijany ćwiekami lub imitacją naboi. Noszone są wojskowe spodnie i kurtki oraz jeansy i jeansowe kurtki, bluzy z kapturem, glany, buty motocyklowe, sportowe buty. Popularne były dready, pas włosów na potylicy, tzw. „kraścioch”, czyli dready zostawione na potylicy, noszone są też długie włosy. Ze względu na postawę „pro-animal” niekiedy unikane jest noszenie odzieży i butów ze skóry naturalnej.
Teksty utworów mają radykalny i zaangażowany przekaz. Atakują ujemne skutki globalizacji, wojny, kapitalizm oraz religijne schematy. Często występują też teksty anarchistyczne i nihilistyczne, a czasami nawet o satanizmie.
Nurty podobne do crust punk to: power violence, grindcore, anarcho-punk.
Crust punk był bardzo popularny w latach 1990. Pod koniec dekady zaczął być wypierany przez hardcore. Po roku 2000 styl ten w nieco innej formie zaczął odzyskiwać popularność, lecz nie na taką skalę, jak w latach 90.